# Conflicto Urbano
Conflicto Urbano (deutsch etwa: Städtischer Konflikt) ist eine 2009 gegründete Hardcore-Band aus der peruanischen Hauptstadt Lima.

## Geschichte
Conflicto Urbano wurde im März 2009 in Lima gegründet und besteht aus Cesar Gutierrez Carbonel (Gesang), Erlyn Correa Cruz (Gitarre), Willy Chilmaza Medina (Gitarre), Kenneth Quiroz Menacho (Bass) und Ramiro Burga (Schlagzeug).
Im Mai 2010 erschien die erste, unbetitelte EP in Eigenregie. Diese weist sechs Stücke auf. Im Februar 2012 folgte das Debütalbum Desafío Del Miedo, das unter anderem über Vegan Records und Seven Eight Life Recordings erschien. Im März und April 2012 tourte die Gruppe erstmals durch Südamerika. Konzerte fanden in Brasilien, Argentinien, Ecuador, Chile, Peru und Kolumbien statt.
Conflicto Urbano spielte bereits als Vorgruppe für Comeback Kid, Sick of It All und No Turning Back. Im September 2014 veröffentlichte die Band mit Miserables eine weitere EP, dieses Mal über das peruanische Label DeadFear Records. Im Oktober folgte eine Tournee in Peru, um diese EP zu bewerben.

## Stil
War die Gruppe sich auf der ersten EP noch weitestgehend unklar darüber, in welche Richtung die Musik der Band gehen sollte, so wird im Perserverancia-Fanzine beschrieben, dass sich die Gruppe auf dem Debütalbum gefunden habe. Conflicto Urbano spielen eine aggressive Version des Hardcore und mischen diesen mit Elementen des Metal. Das Perserverancia-Fanzine verneint aber eine Einordnung in das Metalcore-Genre. Vergleichbar ist die Musik mit der von Terror und Hatebreed. Der Gesang wechselt zwischen Screaming und normal gesungenen Passagen. Die Songtexte sind allesamt in spanischer Sprache geschrieben.

## Diskografie
- 2010: Conflicto Urbano (EP, Eigenproduktion)
- 2011: Idem (EP, Entes Anomicos)
- 2012: Desafío Del Miedo (Seven Eight Life Recordings (Brasilien), Vegan Records (Argentinien), DeadFear Records (Peru))
- 2014: Miserables (EP, Deadfear Records)